# Fabaria Rally
Il Fabaria Rally è una manifestazione rallistica che si svolge ogni anno nei pressi di Favara, in Sicilia, oltre che nei paesi a essa limitrofi e ospita piloti da tutto il mondo. Recentemente la manifestazione è riuscita ad entrare nel Trofeo Rally Asfalto, uno dei più prestigiosi campionati nazionali di rally.
Le selezioni si svolgono negli ultimi giorni del mese di agosto e i primi del mese di settembre, mentre la manifestazione si svolge generalmente in due giorni del mese di settembre.

## Storia
Il Fabaria Rally è una manifestazione rallistica che si svolge ogni anno a Favara denominata "città dell'agnello pasquale" e nei paesi limitrofi. Ha ospitato piloti proveniente da tutta Italia e dal mondo. Recentemente la manifestazione è riuscita ad entrare nel Trofeo Rally Asfalto, uno dei più prestigiosi campionati nazionali di rally indetti dalla federazione sportiva denominata Automobile Club d'Italia.
Grazie all’inserimento in questi campionati maggiori il Fabaria Rally ha assunto una particolare importanza nel panorama automobilistico italiano che ha visto la partecipazione di molte squadre ufficiali . Sono molti i piloti che hanno calcato le strade agrigentine e i luoghi di interesse storico che fanno parte del percorso di gara.
La società organizzatrice dell'evento nasce nel dicembre 1984. A costituirla furono un gruppo di piloti ed appassionati di rally. Il team nella veste di scuderia automobilistica in quel periodo era presente in quasi tutte le manifestazione rallistiche della Sicilia e d’oltre stretto riuscendo ad ottenere anche ottimi risultati con i suoi piloti.
Nel 1990 la scuderia viene totalmente rinnovata nel suo organico, con l'ingresso di nuovi rappresentanti il cui scopo era quello di incrementare le proprie attività sportive e di iniziare l’organizzazione di manifestazioni automobilistiche.
Il primo Fabaria Rally si svolse il 17 giugno del 1990, dall'idea di due appassionati, Pasquale Mauro e Pietro Rizzo, con l'intento di portare come epicentro della manifestazione la città di Favara e dotare quest'ultima di una manifestazione di grande importanza sportiva oltre che turistica; infatti con l’edizione successiva vi fu un incremento di presenze nella città  tali da migliorare sia l’economia che il turismo consentendo agli appassionati presenti in occasione della gara di visitare le numerose chiese i monumenti e le sue memorie storiche.
Nella prima edizione del rally fu previsto un percorso di gara che prevedeva il passaggio da numerosi centri della provincia di Agrigento, quali Castrofilippo, Aragona, Santa Elisabetta, Raffadali, Montaperto, Villaseta, la stessa Agrigento  per concludersi a Favara, rappresentando il punto di riferimento della manifestazione, in quell'occasione la città venne attraversata per ben quattro volte.
Vi presero parte 40 equipaggi e la prima coppia a vincerlo fu il duo Bologna - Saporito con una Lancia Delta Integrale. La manifestazione ottenne un notevole successo tanto che gli organizzatori furono invogliati a portare avanti il loro progetto ed in seguito scalarono tutti i gradini della validità della Coppa Italia fino ad arrivare al coefficiente 1,5 in occasione dell'edizione del 2000.
Dopo la prima edizione la società organizzatrice del rally puntò sulla qualità tecnica della gara in modo da renderla interessante ed appetibile nel mondo sportivo attraverso la partecipazione di squadre e piloti di notevole spessore tecnico, Per questo motivo si puntò alla ricerca di risorse umane tali da potere migliorare l’intera organizzazione ma soprattutto l’attenzione fu rivolta alla ricerca di un percorso selettivo ed idoneo alle esigenza tecniche richieste dalla federazione sportiva per questo tipo di gare automobilistiche.
La società Proracing oltre agli aspetti legati all'attività agonistica ha da sempre rivolto la propria attenzione nel promuovere l’attività sportiva come strumento di crescita sana e di rispetto delle regole avvicinando molti giovani alla pratica sportiva nel mondo dell’auto allontanandoli da tentazioni quali droga delinquenza comune ed altri fenomeni negativi.
Durante gli anni di svolgimento della gara si è puntato sempre alla ricerca di migliorie per una maggiore visibilità del Fabaria Rally tra queste vi fu la scelta quale location organizzativa della gara il Palacongressi di Agrigento e grazie ai suoi spazi e alle sue strutture si crearono le condizioni per un salto di qualità del rally definito dai molti tifosi e tecnici del settore “ il mondiale di Sicilia”.
La manifestazione sportiva è riuscita negli anni ad accrescere il proprio prestigio sportivo grazie ai propri meriti organizzativi e alle valutazioni espresse dagli osservatori inviati dalla federazione sportiva che hanno di fatto promosso il rally inserendolo tra i campionati automobilistici nazionali indetti da Acisport.
Dal 2006 fino al 2010 il Fabaria Rally come indicato in premessa è stato inserito dalla federazione sportiva tra le gare valevoli per il Trofeo Rally Asfalto, un campionato semiprofessionistico con la partecipazione di equipaggi di indiscusso valore sportivo che hanno reso la gara tra le più importanti del palcoscenico nazionale.
Oltre ai campionati ufficiali indetti da Acisport il Fabaria Rally ha attirato l’attenzione delle case automobilistiche inserendosi nei campionati nazionali monomarca promossi dalle case costruttrici quali Renault, Peugeot, Suzuky e Fiat.
La presenza in questi campionati monomarca ha di fatto decretato la piena affermazione del Fabaria Rally come gara di notevole interesse commerciale anche per le stesse industrie automobilistiche.
Sono diversi i piloti che si sono distinti e che hanno vinto il Fabaria Rally e tra questi gli equipaggi Silva-Pina, Re–Bariani, Pedersoli, Bologna, Di Benedetto, Riolo , Borsa, Gandolfo, Morreale ed altri ancora.
Nel 2010 la scuderia cambia nome in Proracing e continua a essere sostenuta economicamente dal comune di Favara e dalla provincia regionale di Agrigento.
L’Edizione del 2019 rappresenta per la manifestazione sportiva un traguardo importante perché ricorre la 25ª edizione traguardo che pone la gara come tra le più longeve del mondo sportivo automobilistico siciliano dopo la Targa Florio.